# Сянь-ди (Хань)
Сяосянь-ди (кит. трад. 孝獻帝) или коротко Сянь-ди (кит. трад. 獻帝), личное имя Лю Се (кит. трад. 劉協, 181—234) — тринадцатый и последний император китайской империи Восточная Хань.

## Биография
Лю Се был сыном императора Лин-ди и наложницы Ван. Вскоре после его рождения его мать была отравлена императрицей Хэ. Помимо Лю Се и его старшего брата Лю Бяня у императора Лин-ди ранее были и другие сыновья, но они умирали молодыми, поэтому в соответствии с предрассудками того времени Лю Бянь и Лю Се были отданы на воспитание в приёмные семьи; в частности, Лю Се воспитывался лично Вдовствующей императрицей Дун (матерью Лин-ди).
После того, как в 189 году умер Лин-ди, влиятельный генерал Хэ Цзинь — брат императрицы Хэ — возвёл на престол Лю Бяня. Лю Бянь дал Лю Се титул Бохайского князя, а впоследствии — Чэнлюского князя. Хэ Цзинь, как дядя императора, стал самым влиятельным придворным, и вместе со своим советником Юань Шао решили уничтожить влиятельную группировку придворных евнухов, угрожавших его власти.
Осенью 189 года Юань Шао предложил Хэ Цзиню вырезать дворцовых евнухов, однако этому воспротивилось вдовствующая императрица Хэ — ведь при отсутствии евнухов ей пришлось бы регулярно контактировать с обычными мужчинами, что противоречило тогдашним нормам морали. Однако Хэ Цзинь не отступился от мысли разделаться с влиятельными дворцовыми евнухами, и вместе с Юань Шао подговорил генералов, командующих армиями на местах, поднять восстания и потребовать уничтожения евнухов. Одним из этих генералов был Дун Чжо.
Когда Дун Чжо с войсками приблизился к столице, то вдовствующая императрица Хэ вынудила влиятельных евнухов покинуть дворец и вернуться в свои удельные владения, однако позднее Чжан Жан уговорил императрицу вернуть их ко двору. Евнухи выяснили, что Хэ Цзинь планировал избавиться от них, и убили его. Союзники Хэ Цзиня, возглавляемые Юань Шао, окружили дворец, и тогда евнухи, взяв заложниками вдовствующую императрицу Хэ, Лю Се и молодого императора, бежали. Тем временем Юань Шао устроил резню оставшихся евнухов.
Через два дня сбежавшие из дворца евнухи, преследуемые по пятам, отпустили заложников и покончили жизнь самоубийством, утопившись в Хуанхэ. Когда преследовавшие евнухов Лу Чжи и Минь Гун возвращались с императором и его родственниками во дворец, они были перехвачены войсками Дун Чжо. Император выглядел нервным и испуганным, в то время как его младший брат оставался спокойным и собранным, и приказал Дун Чжо отвести их обратно во дворец. Дун Чжо воспользовался возможностью для захвата власти и ввёл в столицу свою армию. Юань Шао и Цао Цао видя, что не могут противостоять опытным войскам, бежали из столицы. После этого Дун Чжо сместил императора, понизив его в титуле до Хуннунского князя, и возвёл на трон Лю Се. После этого он убил вдовствующую императрицу Хэ и Хуннунского князя, и оказался реальным правителем страны.
Весной 190 года ряд провинциальных губернаторов и военачальников сформировали коалицию против Дун Чжо, заявляя, что он узурпировал трон и держит императора фактически в заложниках. Лидером коалиции стал Юань Шао — правитель округа Бохай (территория современного Цанчжоу). Армия коалиции собралась в Хэнэе и намеревалась двинуться на Лоян. Однако коалиция была весьма зыбкой, и Юань Шао не мог нормально управлять собранными силами. Также члены коалиции опасались прямой конфронтации с Дун Чжо и его закалёнными в боях войсками из Лянчжоу. В результате Дун Чжо оказался предупреждён, и решил перенести столицу на запад в Чанъань, подальше от коалиции. Месяц спустя Дун Чжо вынудил императора и двор отправиться в Чанъань вместе со столичными жителями, а прежнюю столицу Лоян велел сжечь. Во время переезда Дун Чжо оставался в районе Лояна, готовый отбить нападение коалиционных сил. В 191 году, чтобы ещё больше делегитимизировать Дун Чжо, коалиция предложила занять трон Лю Юю, который был родственником императорской фамилии, но Лю Юй остался верен императору Сянь-ди и резко отказался. Пока коалиция строила планы, подчинённый Юань Шу — Сунь Цзянь — пошёл на рассчитанный риск и атаковал Дун Чжо возле Лояна. Одержав ряд побед над его войсками, Сунь Цзянь вынудил Дун Чжо отступить в Чанъань, и Лоян перешёл под контроль коалиции.
После этого коалиция повстанцев распалась. Ряд чиновников, возглавляемые Ван Юнем и приёмным сыном Дун Чжо Люй Бу, 22 мая 192 года убили Дун Чжо, и некоторое время казалось, что империя возвращается к нормальной жизни. Однако вскоре бывшие подчинённые Дун Чжо восстали и убили Ван Юня. Контроль над императором и его двором захватили Ли Цзюэ и Го Сы; их некомпетентность в управлении страной привела к распаду империи Хань. В 195 году Ли Цзюэ и Го Сы рассорились, и Ли Цзюэ взял заложником императора, а Го Сы — придворных. Затем они помирились, и решили отпустить императора в Лоян, но потом передумали, и пустились с войсками в погоню. Пока Ли Цзюэ и Го Сы ловили императора, императорский двор впал в нищету и был неспособен содержать себя. Так как Лоян был опустошён пожаром во времена Дун Чжо, в городе отсутствовали минимальные условия для жизни, и придворные умирали с голоду. В это время Цзюй Шоу предложил Юань Шао приютить императора в своей провинции, и получить благодаря этому контроль над правительством. Однако Го Ту и Чунью Цюн выступили против идеи Цзюй Шоу, говоря, что если Юань Шао приютит у себя императора, то ему придётся обращаться к нему по ключевым вопросам и следовать дворцовому протоколу. Юань Шао заколебался и не мог решить, приглашать ему императора или нет.
Пока Юань Шао колебался, ситуацией воспользовался Цао Цао, пригласивший императора на свою территорию. В то время он контролировал провинцию Яньчжоу (兗州, запад современной провинции Шаньдун и восток современной провинции Хэнань). В 196 году Цао Цао повёл свои армии на Лоян. Он встретился с Дун Чэном и Ян Фэном, заверил их в своей лояльности и попросил позволить ему увидеться с императором. Хотя формально Цао Цао делил власть с прочими придворными, фактически он контролировал правительство, но при этом следил за тем, чтобы относиться ко всем с должным уважением, и потому почти не встречал оппозиции. Цао Цао отвёз императора к себе в Сюй и объявил это место новой столицей.
В 200 году был раскрыт заговор Дун Чэна, чья дочь была императорской наложницей, и Цао Цао казнил наложницу Дун несмотря на то, что она была беременна и за неё лично вступился император. Возмущённая императрица Фу Шоу написала своему отцу Фу Вану письмо, в котором прямо попросила его организовать новый заговор против Цао Цао. Фу Ван испугался, и не стал ничего предпринимать, но в 214 году письмо было обнаружено, после чего Цао Цао пришёл в ярость и казнил её вместе с двумя детьми и всей семьёй; император ничего не мог сделать. После этого Цао Цао вынудил императора сделать императрицей его дочь Цао Цзе, которая до этого была просто супругой.
В марте 220 году умер Цао Цао, и его сын Цао Пэй взял себе отцовский титул «Вэй-ван» не дожидаясь формальной авторизации со стороны императора. Император Сянь-ди передал Цао Пэю императорскую печать и издал указ, объявляющий о своём отречении в пользу Цао Пэя. Цао Пэй формально трижды отклонил предложение трона, но в итоге согласился. Империя Хань официально завершила своё существование, и Цао Пэй учредил на её месте царство Вэй, перенеся столицу из Сюя в Лоян. Бывший император Сянь-ди получил титул «Шаньян-гун» (山陽公), в качестве удела ему был выделен уезд Шаньян.
Лю Се, бывший император Сянь-ди, скончался в 234 году и был похоронен с императорскими почестями с использованием церемониала империи Хань. Так как его наследник к тому времени уже скончался, княжество унаследовал его внук Лю Кан. Княжество просуществовало ещё 75 лет, в нём правило ещё два поколение князей, пока оно в 309 году окончательно не пало под ударами сюнну.